# Ньюмийский миштекский язык
Ньюмийский миштекский язык (Ñumí Mixtec) — разнообразный миштекский язык, состоящий из трёх разновидностей: окотепекского, северного тлахиакского и юкуаньенского диалектов, которые распространены в штате Оахака в Мексике.

## Диалекты
- Окотепекский диалект (Mixteco de Santo Tomás Ocotepec, Mixteco de Sierra sur noroeste, Ocotepec Mixtec) распространён на западе и в центре штата Оахака. Письмо на латинской основе.
- Северный тлахиакский диалект (Mixteco de San Juan Ñumí, Mixteco del norte de Tlaxiaco, Northern Tlaxiaco Mixtec, Ñumí Mixtec) распространён в муниципалитетах Сан-Антонио-Монте-Верде и Сан-Себастьян-Никанандута округа Тепосколула; в муниципалитетах Сан-Хуан-Ньюми и Сантьяго-Нундичи округа Тлахиако штата Оахака. Письмо на латинской основе.
- Юкуаньенский диалект (Yucuañe Mixtec, Mixteco de San Bartolomé Yucuañe, Mixteco del sureste central) распространён в городе Сан-Бартоломе-Юкуанье на северо-востоке округа Тлахиако штата Оахака. Письмо на латинской основе.

Игленд и Бартоломей нашли 4 диалекта, у которых приблизительно 80 % взаимопонятность друг с другом, на которых говорят в городах:
- йосоньяманский
- сан-антонио-монте-вердский (Сан-Антонио-Монте-Верде)
- сан-антонио-ндуахикский (Сан-Антонио-Ндуахико)
- сан-себастьян-никанандутанский (Сан-Себастьян-Никанандута)
- сантьяго-нундученский (Сантьяго-Нундучи)
- Юкуаньенский диалект больше не передаётся детям.